# Loma (langue gour)
Le loma ou lomakka est une langue gour parlée en Côte d’Ivoire et au Burkina Faso. Elle n’est pas à confondre avec le loma, langue mandée parlée en Guinée et au Liberia.